# The Double-Double Cross
The Double-Double Cross è un cortometraggio muto del 1916 scritto e diretto da Frank Currier.

## Produzione
Il film fu prodotto dalla Vitagraph Company of America.

## Distribuzione
Distribuito dalla General Film Company, il film - un cortometraggio in una bobina - uscì nelle sale cinematografiche statunitensi l'8 maggio 1916.